# Алли (Канталь)
Алли́ (фр. Ally, окс. Ali) — коммуна во Франции, находится в регионе Овернь. Департамент — Канталь. Входит в состав кантона Пло. Округ коммуны — Морьяк.
Код INSEE коммуны — 15003.
Коммуна расположена приблизительно в 410 км к югу от Парижа, в 95 км юго-западнее Клермон-Феррана, в 30 км к северу от Орийака.

## Население
Население коммуны на 2008 год составляло 663 человека.
| 1962 | 1968 | 1975 | 1982 | 1990 | 1999 | 2008 |
| ---- | ---- | ---- | ---- | ---- | ---- | ---- |
| 1097 | 997  | 916  | 781  | 698  | 700  | 663  |

## Экономика
В 2007 году среди 377 человек в трудоспособном возрасте (15—64 лет) 252 были экономически активными, 125 — неактивными (показатель активности — 66,8 %, в 1999 году было 62,6 %). Из 252 активных работали 238 человек (130 мужчин и 108 женщин), безработных было 14 (6 мужчин и 8 женщин). Среди 125 неактивных 25 человек были учениками или студентами, 60 — пенсионерами, 40 были неактивными по другим причинам.

## Достопримечательности
- Замок Ла-Винь[фр.] (XV век). Памятник истории с 1991 года[3]
- Церковь Сен-Ферреоль (XII век). Памятник истории с 1987 года[4]

## Фотогалерея

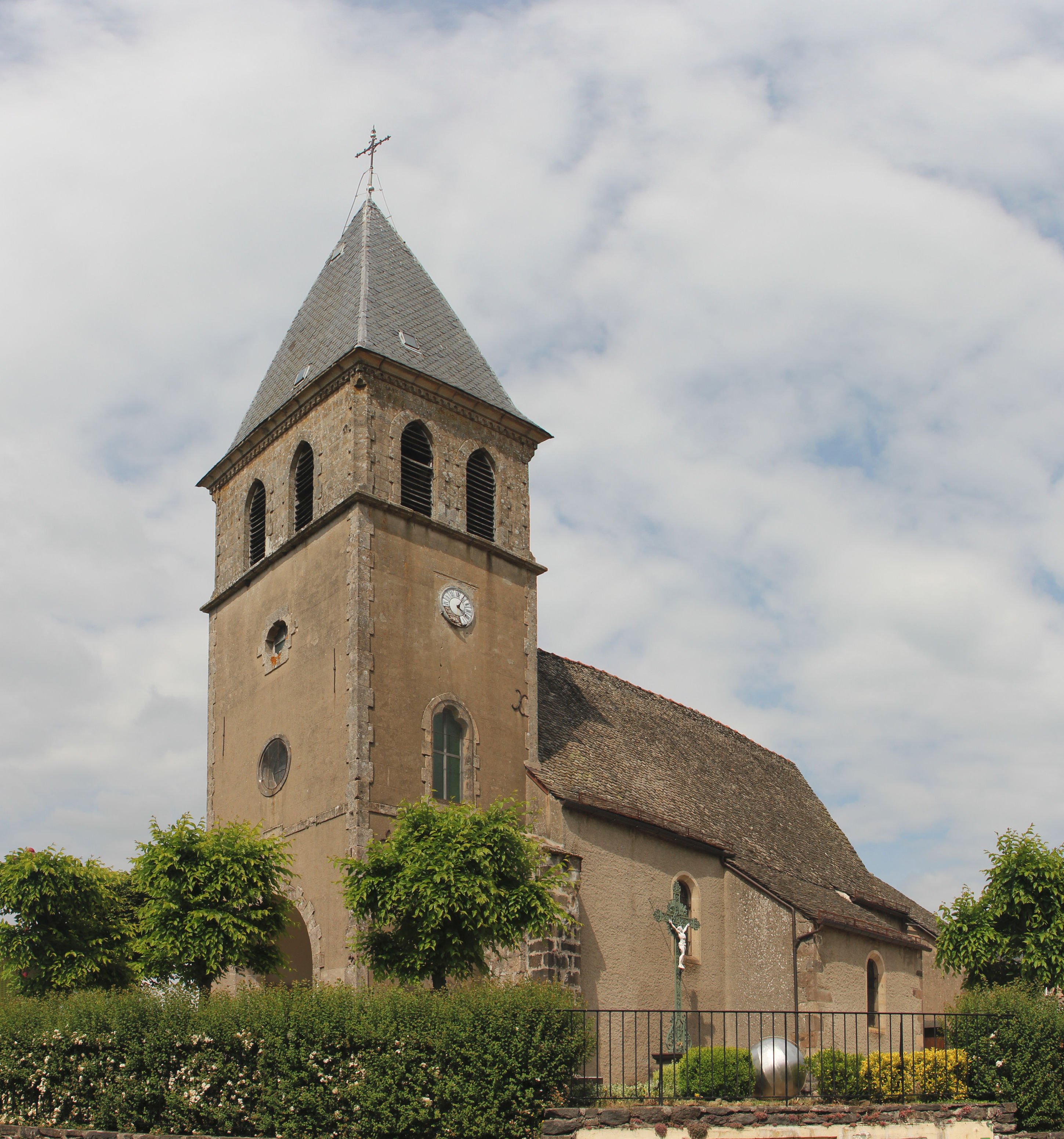
Церковь
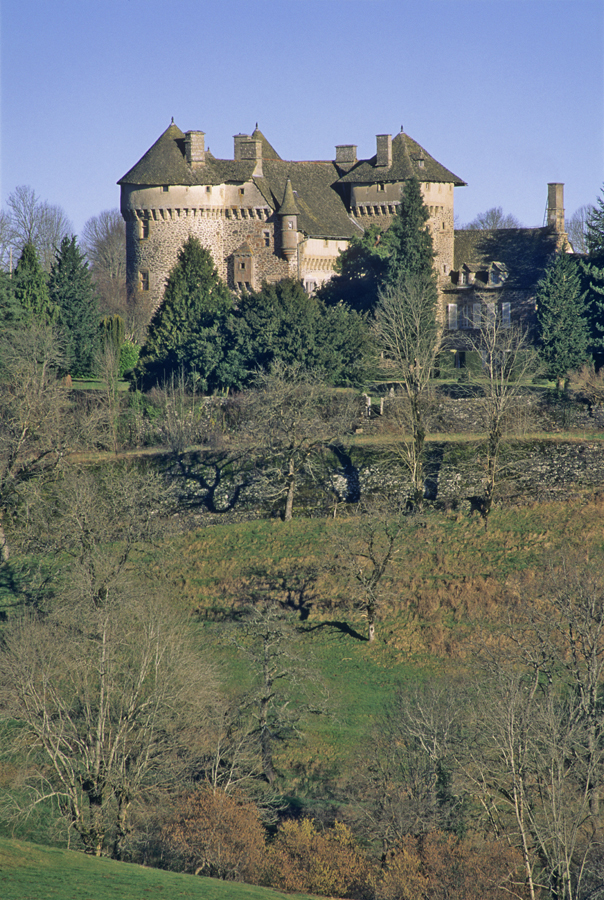
Замок Ла-Винь
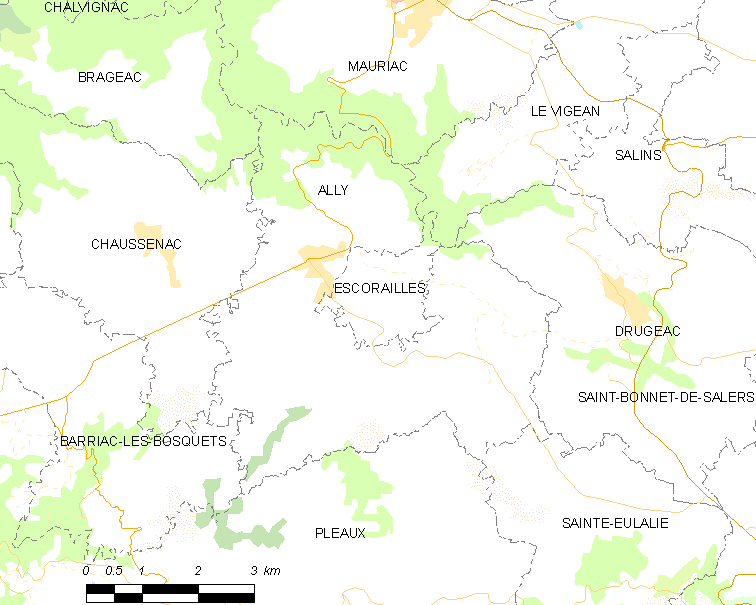
Карта коммуны